# Тегеранский договор (1881)
Тегеранский договор 1881 года ― «Конвенция между Россией и Персией о разграничении к востоку от Каспийского моря», подписанная между Российской империей и Персией 9 декабря 1881 году.
После завоевания российскими войсками Ахал-Текинского оазиса в 1881 году с персидской стороной начались переговоры о разграничении к востоку от Каспийского моря. Российскую сторону представлял посланник в Тегеране И. А. Зиновьев, персидскую ― министр иностранных дел мирза Саид-хан Мотамен-оль-Мольк. Результатом стало определение российско-персидской границы к востоку от Каспия.
Окончательно разграничение между Россией и Персией в Средней Азии было завершено подписанием конвенции от 27 мая 1893 года, а в 1894 году полностью урегулированы двусторонние пограничные вопросы.

## Содержание
Состоит из Преамбулы и 9-ти статей.

### Текст
- Текст Конвенции.